# Tapira (Minas Gerais)
Pour les articles homonymes, voir Tapira.
Tapira est une municipalité brésilienne de l'État du Minas Gerais et la microrégion d'Araxá.